# Marcel Dobler
Marcel Dobler, né le 29 août 1980 à Männedorf (originaire d'Appenzell et de Rapperswil-Jona), est un entrepreneur et homme politique suisse, membre du Parti libéral-radical (PLR). Il est député du canton de Saint-Gall au Conseil national depuis novembre 2015.

## Biographie
Marcel Dobler naît le 29 août 1980 à Männerdorf, dans le canton de Zurich. Il est originaire de deux autres communes : Appenzell, dans le canton d'Appenzell Rhodes-Intérieures, et Rapperswil-Jona, dans le canton de Saint-Gall.  
Il termine l'école obligatoire en 1995 et suit un apprentissage d'électronicien, qu'il achève en 2000 avec une maturité professionnelle. Il étudie ensuite l'informatique à la Haute école de Rapperswill jusqu'en 2004. Il obtient en 2015 un bachelor en informatique de gestion.  
En 2001, encore aux études, il fonde Digitec AG avec trois amis. La société se développant, il y consacre de plus en plus de temps en tant que co-directeur général. En 2012, Migros rachète 30 % des parts de la société. Marcel Dobler quitte deux ans plus tard son poste au sein de Digitec Galaxus. En juin 2018, il rachète avec d'autres investisseurs le fabricant de jouets Franz Carl Weber et entre dans son conseil d'administration. L'entreprise est revendue le 1er juillet 2023 à la chaîne de distribution Müller (de) et Marcel Dobler quitte son conseil d'administration à la fin de la même année.
Féru de sport, il pratique d'abord le football, et se lance en 2006 dans l'athlétisme. Il est champion suisse de décathlon en 2009. En 2014, après une rencontre avec Beat Hefti, il commence le bob à quatre et ambitionne d'aller aux Jeux olympiques d'hiver. Il est champion suisse de bob à quatre en 2016 et 2018. À l'armée, il est grenadier de la police militaire.
Marié à une avocate, Simone Tobler, qui est aussi sa collaboratrice personnelle au Parlement, et père de deux enfants, il habite à Jona dans le canton de Saint-Gall. Avec une fortune personnelle estimée à 50 millions, il fait partie des parlementaires les plus riches de l'Assemblée fédérale.

## Parcours politique
À la suite de sa démission de Digitec, il s'intéresse à la politique et se rapproche du PLR. Ambitionnant d'être un jour élu au Grand Conseil de son canton, il se présente aux élections fédérales de 2015 pour le Conseil fédéral et parvient à récupérer le deuxième siège du PLR. Selon la Schweizer Radio und Fernsehen, il doit notamment son élection à sa campagne onéreuse. Il rejoint la Commission de la politique de sécurité (CPS). 
Il est réélu en 2019 au Conseil national et candidat malheureux au Conseil des États, où il finit au quatrième rang au premier tour, largement derrière ses trois concurrents (le PDC Benedikt Würth, le socialiste Paul Rechsteiner et l'UDC Roland Rino Büchel), et renonce à se présenter au deuxième tour. À l'occasion de la nouvelle législature, Il change de commission et rejoint la Commission de la sécurité sociale et de la santé publique (CSSS).
Il est particulièrement actif sur les thèmes liés aux nouvelles technologies, ayant notamment signé le Manifeste digital. Il est également président depuis 2017 d'ICTswitzerland, association faîtière de la branche des technologies de l’information et de la communication. 
Il est réélu en 2023. Le 11 décembre 2019, lors du renouvellement intégral du Conseil fédéral, il obtient, de manière inattendue, 21 voix lors de la réélection de la conseillère fédérale sortante Karin Keller-Sutter. 

### Positionnement politique
Il appartient à l'aile droite du PLR et se qualifie lui-même de représentant conservateur du parti. 
Il s'est opposé à l'accord-cadre avec l'Union européenne et à la révision totale de 2020 de la loi sur le CO2, soutenue par la direction du parti. 